# El nano
El nano o El nano: Niñera con bigotes es una película de comedia familiar e infantil mexicana de 1971, escrita y dirigida por Gilberto Martínez Solares, y protagonizada por Gaspar Henaine «Capulina», Evita Muñiz «Evita», Rebeca Iturbide, Sara Guasch, Rocío Brambila e Ivonne Govea. Esta película es la segunda parte en que Capulina y Evita protagonizan juntos, y la última de la trilogía de películas familiares e infantiles, precedida por La cigüeña distraída (1966) y Un par de roba chicos (1967), ambas junto con Viruta y Capulina.

## Sinopsis
Doña Clara (Rebeca Iturbide) y Don Antonio (Enrique Pontón), un opulento matrimonio se va a Europa de vacaciones y deja a sus siete hijos bajo el cuidado de su mayordomo Enrique (Carlos Agosti) y su sirvienta Matilde (Ivonne Govea), quienes aprovechan la oportunidad de robar la casa y huir. Capulina, quien es el jardinero del lugar, se queda a cuidar a los niños hasta que llegue su tía Margarita (Sara Guasch), pero ésta lo acusa del robo, Capulina logrará capturar a los verdaderos culpables para finalmente probar su inocencia.

## Reparto
- Gaspar Henaine como Capulina
- Julián Bravo como Roberto
- Evita Muñiz "Evita" como Clarita
- Manuel Bravo como Felipe
- David Bravo
- René Cardona III
- Rocío Brambila como Inés
- Alfredo Melher como Sebastián
- Antonio Henaine como Gaspar Henaine Jr.
- Guillermo Hernández H. como Guillermo Hernandez Jr.
- Adolfo Martínez Solares
- Rebeca Iturbide como Doña Clara
- Sara Guasch como Margarita
- Carlos Agostí como Enrique
- Ivonne Govea como Matilde
- Enrique Pontón como Don Antonio